# Skoda Xanthi Athlitikos Omilos 2011-2012
Questa voce raccoglie le informazioni riguardanti lo Skoda Xanthi Athlitikos Omilos nelle competizioni ufficiali della stagione 2011-2012. 

## Rosa
Aggiornato al 16 novembre 2011
| N. |                      | Ruolo | Calciatore             |
| -- | -------------------- | ----- | ---------------------- |
| 1  | Francia (bandiera)   | P     | Jody Viviani           |
| 4  | Grecia (bandiera)    | D     | Manolis Bertos         |
| 5  | Grecia (bandiera)    | D     | Dimos Baxevanidis      |
| 6  | Brasile (bandiera)   | D     | Edimar                 |
| 7  | Argentina (bandiera) | A     | Mauro Poy              |
| 9  | Grecia (bandiera)    | A     | Dimitrios Souanis      |
| 10 | Serbia (bandiera)    | A     | Marko Markovski        |
| 11 | Brasile (bandiera)   | C     | Marcelinho             |
| 14 | Grecia (bandiera)    | C     | Petros Mantalos        |
| 15 | Romania (bandiera)   | A     | Bogdan Mara            |
| 16 | Grecia (bandiera)    | C     | Theodoros Vasilakakis  |
| 17 | Grecia (bandiera)    | A     | Panagiōtīs Vlachodīmos |
| 18 | Grecia (bandiera)    | D     | Stavros Stathakis      |
| 21 | Grecia (bandiera)    | C     | Konstantinos Fliskas   |

| N. |                               | Ruolo | Calciatore                 |
| -- | ----------------------------- | ----- | -------------------------- |
| 23 | Grecia (bandiera)             | D     | Dimitris Komesidis         |
| 24 | Albania (bandiera)            | C     | Enea Gaqollari             |
| 25 | Grecia (bandiera)             | D     | Spyridōn Vallas (capitano) |
| 26 | Grecia (bandiera)             | A     | Giorgos Lazaridis          |
| 27 | Grecia (bandiera)             | P     | Juri Lodigin               |
| 28 | Grecia (bandiera)             | D     | Dīmītrīs Goutas            |
| 31 | Grecia (bandiera)             | D     | Nikolaos Tsoumanis         |
| 33 | Grecia (bandiera)             | P     | Sotiris Liberopoulos       |
| 34 | Grecia (bandiera)             | A     | Vlasis Kazakis             |
| 44 | Polonia (bandiera)            | D     | Michał Stasiak             |
| 66 | Portogallo (bandiera)         | C     | Ricardo Dani               |
| 70 | Romania (bandiera)            | C     | Emil Dică                  |
| 77 | Grecia (bandiera)             | C     | Pavlos Katharios           |
| 88 | Macedonia del Nord (bandiera) | A     | Marijan Altiparmakovski    |
| 91 | Grecia (bandiera)             | P     | Michalis Zaropoulos        |